# Strega (likér)
Strega (italsky: čarodějnice, celým názvem Liquore Strega) je italský bylinný likér. Vyrábí se z 70 různých bylin a koření, které po destilaci dozrávají v dubových sudech. Tento likér začala vyrábět roku 1860 firma Distilleria Strega Alberti Benevento S.p.A. v Beneventu, kterou vlastnil Giuseppe Alberti z Neapole. Obsahuje 40 % alkoholu. Recept údajně převzal od mnichů z místního kláštera.